# Phrynopus peruanus
Phrynopus peruanus es una especie de ránidos de la familia Leptodactylidae.

## Distribución geográfica
Es  endémica de Perú.